# 白英 (龟兹)
白英（?—?），东汉时龟兹王。
白英是班超拥立的白霸国王的后裔。汉安帝延光三年（124年）初，西域长史班勇率军至龟兹。白英开始犹豫不决，班勇晓以恩信，白英率领姑墨、温宿国人自缚到班勇处，归降汉朝。